# James Bond 007: A View to a Kill
James Bond 007: A View to a Kill ist ein Computerspiel der Firma Mindscape aus dem Jahr 1985. Es gehört zum Genre der Textadventures und basiert auf dem James-Bond-Film Im Angesicht des Todes.

## Handlung
Der Industrielle Max Zorin will mithilfe eines von ihm erzeugten Erdbebens das Silicon Valley überfluten, damit er anschließend den Weltmarkt für Computerchips beherrschen kann. James Bond erhält den Auftrag, Zorin aufzuhalten. Spielstationen sind Sibirien, London, Paris und Kalifornien.

## Spielprinzip und Technik
James Bond 007: A View to a Kill ist ein Textadventure, das heißt, Umgebung und Geschehnisse werden als Bildschirmtext ausgegeben und die Visualisierung obliegt der Fantasie des Spielers. Als Eingabemöglichkeit dient die Tastatur. Mittels eines Text-Parsers werden englische Worte und Sätze eingegeben, um die Schauplätze zu wechseln oder Aktionen durchzuführen.

## Produktionsnotizen
Mindscape vermarktete das Spiel als „Interactive Fiction“, ein Begriff, der von der Konkurrenzfirma Infocom geprägt worden war, um deren Produkte qualitativ vom Gros technisch anspruchsloser Textadventures abzuheben. Nach einhelliger Meinung der Presse konnte der Angelsoft-Parser aber nicht mit dem von Infocom mithalten. Eine weitere Anlehnung an die finanziell erfolgreichen Infocom-Adventures war die Gestaltung des Handbuchs zum Spiel. Wie Infocom ließ auch Mindscape ein Beispieladventure entwickeln und eine Transkription desselben im Handbuch abdrucken, um dem Spieler anhand eines fiktiven, aber an das tatsächliche Spiel angelehnten Minispiels ein Gefühl dafür zu geben, was ihn im Spiel erwartet.
Die Texte für das Spiel schrieb Raymond Benson, der zwischen 1996 und 2002 sechs offizielle James-Bond-Romane veröffentlichte und in den 1990er-Jahren auch Story und Dialoge für die Ultima-Serie schrieb. Ein Jahr nach Erscheinen von James Bond 007: A View to a Kill veröffentlichte Mindscape ein weiteres James-Bond-Spiel. Es handelte sich ebenfalls um ein Textadventure und trug den Titel James Bond 007: Goldfinger.

## Rezeption
Das Adventuremagazin QuestBusters stellte heraus, dass bereits der Spieleinstieg nur Spielern möglich sei, die den Film gesehen hätten und so die Lösung eines spezifischen Rätsels wussten. Das Magazin lobte Spieldynamik, Puzzles und Texte; letztere seien gut geschrieben und mit einem für die Filme typischen, trockenen Humor versehen. Es kritisierte aber den langsamen und unflexiblen Parser.